# Omen (The Prodigy)
Omen is de negentiende single van de Britse band The Prodigy. Het is een lied van het album Invaders Must Die dat in maart 2009 verscheen. Voor het nummer werd een videoclip gemaakt die onder meer getoond werd door de muziekzenders MTV en TMF. Er werd van het nummer een remix gemaakt door de Nederlandse band Noisia, die op de cd-single te horen is.
De single stond op tip 16 van de Vlaamse Ultratop 50 op 21 februari 2009. Het bereikte een nummer 4-notering op de UK Singles Chart.